# Record saotomensi di atletica leggera
I record saotomensi di atletica leggera rappresentano le migliori prestazioni di atletica leggera stabilite dagli atleti di nazionalità saotomense e ratificate dalla Federação Santomense de Atletismo.

## Outdoor

### Maschili
| Evento                 | Record | Atleta                                                                                | Data              | Manifestazione              | Luogo                                         | Note  |
| ---------------------- | --- | ------------------------------------------------------------------------------------- | ----------------- | --------------------------- | --------------------------------------------- | ----- |
| 100 m                  | 10.61 | Yazaldes Nascimento                                                                   | 1º giugno 2007    |                             | Leiria, Portogallo                            |       |
| 200 m                  | 21.42 | Odair Péricles Da Costa                                                               | 18 giugno 1997    |                             | Barcellona, Spagna                            |       |
| 400 m                  | 46.07 | Filipe Lomba                                                                          | 5 luglio 1987     |                             | Lisbona, Portogallo                           |       |
| 800 m                  | 1:52.8 | António Cadio Paraiso                                                                 | 27 agosto 1981    | Giochi dell'Africa Centrale | Luanda, Angola                                |       |
| 1500 m                 | 4:02.3 | António Cadio Paraiso                                                                 | 2 gennaio 1984    |                             | Luanda, Angola                                |       |
| 3000 m                 | 9:05.9 | Mário Pitra                                                                           | 29 maggio 1982    |                             | São Tomé, São Tomé e Príncipe                 |       |
| 5000 m                 | 15:12.0 | B. Hedges do Espirito Santo                                                           | 24 febbraio 2001  |                             | São Tomé, São Tomé e Príncipe                 |       |
| 10000 m                | 33:30.0 | Mário Pitra                                                                           | 5 giugno 1982     |                             | São Tomé, São Tomé e Príncipe                 |       |
| Mezza maratona         | 1:15:14 | Ilidio Vaz                                                                            | 5 dicembre 2010   | Mezza maratona di Macao     | Macao                                         | [ 1 ] |
| Maratona               | 2:38:32 | Mário Pitra                                                                           | 29 giugno 1980    |                             | Brazzaville, Repubblica Democratica del Congo |       |
| 110 m ostacoli         | 15.06 | Arlindo Pinheiro                                                                      | 14 luglio 2002    |                             | Lisbona, Portogallo                           |       |
| 400 m ostacoli         | 53.69 | Arlindo Pinheiro                                                                      | 21 luglio 2001    |                             | Lisbona, Portogallo                           |       |
| 3000 m siepi           | 10:08.0 | Mário Pitra                                                                           | 25 agosto 1981    | Giochi dell'Africa Centrale | Luanda, Angola                                |       |
| Salto in alto          | 2.01 m | Hedson Trindade                                                                       | 18 luglio 2010    |                             | Leiria, Portogallo                            |       |
| Salto con l'asta       | 4.10 m | Edgar Campre                                                                          | 25 giugno 2017    |                             | Abrantes, Portogallo                          |       |
| Salto in lungo         | 7.02 m | Juary Tavares                                                                         | 6 giugno 2015     |                             | Lisbona, Portogallo                           |       |
| Salto triplo           | 14.68 m (-0.1 m/s) | Frederico Eusébio                                                                     | 17 luglio 2010    |                             | Leiria, Portogallo                            |       |
| Getto del peso         | 13.07 m | Hedson Trindade                                                                       | 2 luglio 2008     |                             | Coimbra, Portogallo                           |       |
| Lancio del disco       | 35.14 m | Teotónio Menezes                                                                      | 24 maggio 1982    |                             | São Tomé, São Tomé e Príncipe                 |       |
| Lancio del martello    | 21.90 m | Contâncio Manuel                                                                      | 19 giugno 1982    |                             | São Tomé, São Tomé e Príncipe                 |       |
| Lancio del giavellotto | 55.79 m | Adeonaldo Freitas                                                                     | 6 maggio 2017     |                             | Leiria, Portogallo                            |       |
| Decathlon              | 4909 pts (ht) | Carlos Amado                                                                          | 30–31 agosto 1996 |                             | Hässelby, Svezia                              |       |
| Decathlon              | 11.0 (100 m), 6.26 m (salto in lungo), 10.12 m (getto del peso), 1.65 m (salto in alto), 51.8 (400 m) / 20.9 (110 m ostacoli), 23.74 m (lancio del disco), 2.81 m (salto con l'asta), 32.44 m (tiro del giavellotto), 5:14.6 (1500 m) |                                                                                       |                   |                             |                                               |       |
| Marcia 20 km (strada)  | 1:54:22 | Ousmane Dias                                                                          | 1º marzo 2003     |                             | São João da Madeira, Portogallo               |       |
| Marcia 50 km (strada)  | |                                                                                       |                   |                             |                                               |       |
| Staffetta 4×100 metri  | 43.4 | São Tomé e Príncipe Alve Filipe Raimundo António Cadio Paraiso                        | 10 luglio 1982    |                             | São Tomé, São Tomé e Príncipe                 |       |
| Staffetta 4×400 metri  | 3:20.7 | São Tomé e Príncipe Filipe Lomba António Cadio Paraiso Raimundo Victor Lima S. Duarte | 27 agosto 1981    | Giochi dell'Africa Centrale | Luanda, Angola                                |       |

### Femminili
| Evento                 | Record | Atleta                                                                       | Data              | Manifestazione         | Luogo                                         | Note  |
| ---------------------- | --- | ---------------------------------------------------------------------------- | ----------------- | ---------------------- | --------------------------------------------- | ----- |
| 100 m                  | 11.61 | Severina Cravid                                                              | 20 giugno 1998    |                        | Lisbona, Portogallo                           |       |
| 200 m                  | 24.33 | Glória Santo                                                                 | 8 luglio 2009     |                        | Salamanca, Spagna                             | [ 2 ] |
| 400 m                  | 56.15 | Severina Cravid                                                              | 12 luglio 1997    |                        | Funchal, Portogallo                           |       |
| 800 m                  | 2:09.38 | Euridice Semedo Borges                                                       | 13 luglio 2000    | Campionati africani    | Algeri, Algeria                               |       |
| 1500 m                 | 4:30.87 | Euridice Semedo Borges                                                       | 25 luglio 2000    |                        | Barcellona, Spagna                            |       |
| 3000 m                 | 10:00.87 | Celma Bonfim da Graça                                                        | 8 giugno 2008     |                        | Faro, Portogallo                              |       |
| 5000 m                 | 17:25.99 | Celma Bonfim da Graça                                                        | 19 agosto 2008    | Giochi olimpici        | Pechino, Cina                                 | [ 3 ] |
| 10000 m                | |                                                                              |                   |                        |                                               |       |
| Maratona               | |                                                                              |                   |                        |                                               |       |
| 100 m ostacoli         | 14.06 | Naide Gomes                                                                  | 29 luglio 2000    |                        | Funchal, Portogallo                           |       |
| 400 m ostacoli         | 1:01.36 | Inicia Fonseca Coelho                                                        | 1 July 1997       |                        | Mataró, Spagna                                |       |
| 3000 m siepi           | 10:42.48 | Celma Bonfim                                                                 | 31 maggio 2008    |                        | Lisbona, Portogallo                           |       |
| Salto in alto          | 1.80 m | Naide Gomes                                                                  | 19 agosto 2000    |                        | Logroño, Spagna                               |       |
| Salto con l'asta       | 2.80 m | Nair Varela                                                                  | 18 giugno 2005    |                        | Seixal, Portogallo                            |       |
| Salto in lungo         | 6.36 m (+0.8 m/s) | Naide Gomes                                                                  | 9 May 2001        |                        | Rio Maior, Portogallo                         |       |
| Salto triplo           | 13.31 m (+1.9 m/s) | Lecabela Quaresma                                                            | 2 giugno 2011     | Meeting National D2    | Bonneuil-sur-Marne, Francia                   | [ 4 ] |
| Getto del peso         | 13.22 m | Naide Gomes                                                                  | 10 febbraio 2001  |                        | Almada, Portogallo                            |       |
| Lancio del disco       | 34.10 m | Lecabela Quaresma                                                            | 2 luglio 2006     |                        | Seixal, Portogallo                            |       |
| Lancio del martello    | 33.40 m | Souskay Varela                                                               | 11 giugno 2003    |                        | Portogallo Lisbona, Portogallo                |       |
| Lancio del giavellotto | 42.86 m | Naide Gomes                                                                  | 13 luglio 2000    | Campionati africani    | Algeri, Algeria                               |       |
| Eptathlon              | 5671 pts | Naide Gomes                                                                  | 19–20 agosto 2000 |                        | Logroño, Spagna                               |       |
| Eptathlon              | 14.48 (100 m ostacoli), 1.80 m (salto in alto), 13.12 m (getto del peso), 25.87 (200 m) / 6.07 m (salto in lungo), 42.64 m (tiro del giavellotto), 2:33.66 (800 m) |                                                                              |                   |                        |                                               |       |
| Marcia 20 Km (strada)  | 2:04:06 | Fumilay Da Fonseca                                                           | 15 luglio 2004    | Campionati africani    | Brazzaville, Repubblica Democratica del Congo |       |
| Staffetta 4×100 metri  | 51.9 | São Tomé e Príncipe Torres L. Martins T. de Conceição Ivete dos Santos       | 10 luglio 1982    |                        | São Tomé, São Tomé e Príncipe                 |       |
| Staffetta 4×400 metri  | 4:06.14 | São Tomé e Príncipe Glória Santo Lecabela Quaresma Celma Bonfim Ludmila Leal | 13 luglio 2009    | Giochi della Lusofonia | Lisbona, Portogallo                           |       |

## Indoor

### Maschili
| Evento                                                                                | Record  | Atleta              | Data             | Manifestazione        | Luogo               | Note  |
| ------------------------------------------------------------------------------------- | ------- | ------------------- | ---------------- | --------------------- | ------------------- | ----- |
| 60 m                                                                                  | 6.95    | Yazaldes Nascimento | 5 febbraio 2005  |                       | Espinho, Portogallo |       |
| 60 m                                                                                  | 6.95    | Yazaldes Nascimento | 18 febbraio 2006 |                       | Espinho, Portogallo |       |
| 200 m                                                                                 | 22.09   | Yazaldes Nascimento | 19 febbraio 2006 |                       | Espinho, Portogallo |       |
| 400 m                                                                                 | 49.68   | Naiel Almeida       | 14 febbraio 2009 |                       | Pombal, Portogallo  |       |
| 400 m                                                                                 | 48.5    | Filipe Lomba        | 20 febbraio 1988 |                       | Braga, Portogallo   |       |
| 800 m                                                                                 | 2:00.42 | Pedro Semedo        | 29 gennaio 2006  |                       | Espinho, Portogallo |       |
| 1500 m                                                                                | 4:10.74 | Homilzio Santos     | 17 gennaio 2009  |                       | Espinho, Portogallo |       |
| 3000 m                                                                                |         |                     |                  |                       |                     |       |
| 60 m ostacoli                                                                         | 8.46    | Arlindo Pinheiro    | 18 gennaio 2003  |                       | Espinho, Portogallo |       |
| Salto in alto                                                                         | 2.01 m  | Hedson Trindade     | 31 gennaio 2010  |                       | Pombal, Portogallo  |       |
| Salto con l'asta                                                                      |         |                     |                  |                       |                     |       |
| Salto in lungo                                                                        | 6.66 m  | Frederico Eusébio   | 5 febbraio 2011  |                       | Pombal, Portogallo  | [ 5 ] |
| Salto triplo                                                                          | 14.85 m | Frederico Eusébio   | 6 febbraio 2011  |                       | Pombal, Portogallo  | [ 5 ] |
| Getto del peso                                                                        | 13.10 m | Hedson Trindade     | 6 gennaio 2008   | Campionati portoghesi | Pombal, Portogallo  |       |
| Eptathlon                                                                             |         |                     |                  |                       |                     |       |
| (60 m), (long jump), (shot put), (high jump) / (60 m hurdles), (pole vault), (1000 m) |         |                     |                  |                       |                     |       |
| Marcia 5000 metri                                                                     |         |                     |                  |                       |                     |       |
| Staffetta 4×400 metri                                                                 |         |                     |                  |                       |                     |       |

### Femminili
| Evento           | Record | Atleta                | Data             | Manifestazione | Luogo                | Note  |
| ---------------- | --- | --------------------- | ---------------- | -------------- | -------------------- | ----- |
| 60 m             | 7.46 | Severina Cravid       | 7 February 1998  |                | Espinho, Portogallo  |       |
| 200 m            | 24.98 | Glória Santo          | 28 febbraio 2010 |                | Espinho, Portogallo  |       |
| 400 m            | 57.66 | Ludmila Leal          | 16 febbraio 2008 |                | Pombal, Portogallo   |       |
| 800 m            | 2:15.09 | Celma Bonfim          | 16 febbraio 2008 |                | Pombal, Portogallo   |       |
| 1500 m           | 4:37.89 | Celma Bonfim          | 2 febbraio 2008  |                | Espinho, Portogallo  |       |
| 3000 m           | 9:48.97 | Celma Bonfim da Graça | 3 febbraio 2008  |                | Espinho, Portogallo  |       |
| 60 m ostacoli    | 8.78 | Naide Gomes           | 17 febbraio 2001 |                | Espinho, Portogallo  |       |
| Salto in alto    | 1.79 m | Naide Gomes           | 13 febbraio 2000 |                | Espinho, Portogallo  |       |
| Salto in alto    | 1.79 m | Naide Gomes           | 4 marzo 2001     |                | Lisbona, Portogallo  |       |
| Salto con l'asta | 2.78 m | Nair Varela           | 22 gennaio 2006  |                | Espinho, Portogallo  |       |
| Salto in lungo   | 6.36 m | Naide Gomes           | 17 febbraio 2001 |                | Espinho, Portogallo  |       |
| Salto triplo     | 12.26 m | Lecabela Quaresma     | 10 gennaio 2010  | FPA Cup        | Alpiarça, Portogallo | [ 6 ] |
| Getto del peso   | 13.22 m | Naide Gomes           | 10 febbraio 2001 |                | Almada, Portogallo   |       |
| Pentathlon       | 3965 pts | Naide Gomes           | 24 febbraio 2001 |                | Espinho, Portogallo  |       |
| Pentathlon       | 8.83 (60 m ostacoli), 1.71 m (salto in alto), 13.06 m (getto del peso), 5.96 m (salto in lungo), 2:39.06 (800 m) |                       |                  |                |                      |       |
| 3000 metri       | |                       |                  |                |                      |       |
| Staffetta 4x400  | |                       |                  |                |                      |       |

ht = hand timing